# Teorema dell'ideale principale
In matematica, il teorema dell'ideale principale (a volte citato, in tedesco, come Hauptidealsatz) è un teorema di algebra commutativa che stabilisce un'importante proprietà degli anelli commutativi noetheriani.
È stato dimostrato da Wolfgang Krull nel 1928.

## Enunciato e forme generali
L'altezza di un ideale primo P è l'estremo superiore n della lunghezza delle catene di ideali primi
{\displaystyle P_{0}\subsetneq P_{1}\subsetneq \cdots \subsetneq P_{n}=P}
discendenti da P; un primo minimale su un ideale I è un ideale primo P tale che non esiste alcun primo Q tale che {\displaystyle I\subseteq Q\subsetneq P}.
Nella sua forma basilare, il teorema afferma che se x è un elemento di un anello noetheriano A e P un primo minimale sull'ideale principale (x), allora l'altezza di P è 0 oppure 1; in particolare, se x è nilpotente l'altezza è 0, mentre se x non è un divisore dello zero allora l'altezza è 1.
Il teorema può essere generalizzato ad ideali non principali: se I è un ideale generato da n elementi e P un primo minimale su I, allora l'altezza di P è al più n. Tale enunciato è detto teorema dell'altezza.
Un'ulteriore generalizzazione riguarda il rapporto con gli anelli quoziente: essa afferma che, se I è generato da n elementi, P è un primo minimale su I e l'altezza di P/I in R/I è k, allora l'altezza di P in R è al più n+k.
È valido anche un viceversa di questi due teoremi: se P è un ideale primo di altezza n, allora esiste un ideale I generato da n elementi tale che P è minimo su I.
Il teorema non è valido se l'anello non è noetheriano: ad esempio, se A è un anello di valutazione, gli ideali sono linearmente ordinati; di conseguenza, se la dimensione di A è maggiore di 1, per ogni ideale primo non massimale esistono elementi x tali che P è contenuto in (x): in questo caso, l'altezza dei primi minimali su (x) sarà maggiore dell'altezza di P.

## Conseguenze
Il teorema dell'ideale principale e la sua generalizzazione hanno diverse conseguenze. La prima è che, se P è un ideale primo generato da p1, ..., pn, allora P stesso ha altezza al più n; quindi ogni ideale primo in un anello noetheriano ha altezza finita. Ne segue che la dimensione di un anello locale noetheriano è finita, in quanto è uguale all'altezza del suo ideale massimale.
Il teorema dell'ideale principale permette di dimostrare che, se {\displaystyle P\subset Q} sono ideali primi tali che esiste un altro ideale primo contenuto propriamente tra di loro, allora ne esistono infiniti altri; e che se A è noetheriano allora la dimensione dell'anello dei polinomi A[X] è uguale a {\displaystyle \dim(A)+1}.
Ulteriori conseguenze sono alcune proprietà di stabilità degli anelli di Cohen-Macaulay.